# Shane O'Leary
Pas d'image ? Cliquez ici

a Compétitions nationales et continentales officielles uniquement.

b Matchs officiels uniquement.
Dernière mise à jour le 9 novembre 2023.
Shane O'Leary, né le 12 mars 1993, est un joueur Irlando-Canadien de rugby à XV évoluant aux postes de centre ou de demi d'ouverture aux Sharks de Miami en Major League Rugby.

## Biographie
Shane O'Leary a été formé au Young Munster RFC.
Il est sélectionné en U20 avec le Canada.
Shane O'Leary rejoint pour la saison 2013-2014 le centre de formation du FC Grenoble.
Lors de la saison 2014-2015 il s'engage avec le Connacht Rugby.